# Павле Таганрогски
Павле Таганрогски (Павел Павлович Стожков; 8. новембар, 1792, Кролевецки округ, Новгород-Северска губернија — 23. март 1879, Таганрог) — светитељ Руске православне цркве.

## Биографија
На крштењу је добио име Павле у част светог Павла Исповедника. Родитељи су желели да свом сину обезбеде образовање и добар друштвени положај, док је младић лутао по светим местима и проводио много времена у молитви. По навршеној двадесет петој години живота, од оца је добио припадајући део наследства – земљу и око три стотине кметова.
Павле је ослободио своје сељаке и отишао у обилазак манастира. После десетак година путовања, настанио се у Таганрогу.
Тамо је водио једноставан живот и скривао своје племенито порекло. Павле је почео да прима старце и младиће, удовице и девојке као искушенице, и веома их је строго држао, учећи их посту и молитви, ишао је сваки дан у цркву и присуствовао свим тамошњим богослужењима. Многи су га познавали, често га посећивали и доносили му прилоге.
У Таганрогу је Павле живео у различитим становима. Неко време је живео на Касперовки, затим у тврђави, а затим је двадесетак година живео на Бани Спуску са удовицом Еленом Баевом. Последњи период свог живота провео је у стану у Депалдовској улици код Ефима Смирнова: тамо је живео до старости и умро је у марту 1879. године.
Ћелија Павла Таганрошког је место ходочашћа како становника Таганрога, тако и верника из других региона и Украјине. Отворена је капела Светог Павла на Старом гробљу у којој је сахрањен. Мошти старца Павла налазе се у цркви Светог Николаја Чудотворца.

## Канонизација
Питање канонизације Павла Таганрошког покренуто је непосредно пре револуције 1917. године.
У Таганрогу је 20. јуна 1999. године обављена канонизација блаженог Павла Таганрошког и пренос његових моштију из мале капеле на старом градском гробљу у цркву Светог Николе.
Митрополит Меркур (Иванов) је 20. јуна 2014. године у Таганрогу предводио прославе у част 15-годишњице прослављања Св. Павле Таганрошки међу помесно поштованим светитељима Ростовске епархије.